# جورج كنور
جورج كنور (بالألمانية: Georg Knorr)‏ هو مهندس ومخترِع ألماني، ولد في 13 نوفمبر 1859 في بروسيا، وتوفي في 15 أبريل 1911 في دافوس في سويسرا.